# Buenavista, Zacapala
Buenavista är en ort i Mexiko.   Den ligger i kommunen Zacapala och delstaten Puebla, i den sydöstra delen av landet, 150 km sydost om huvudstaden Mexico City. Buenavista ligger 1 585 meter över havet och antalet invånare är 171.
Terrängen runt Buenavista är huvudsakligen kuperad, men den allra närmaste omgivningen är platt. Runt Buenavista är det glesbefolkat, med 19 invånare per kvadratkilometer. Närmaste större samhälle är Tepexi de Rodríguez, 7,9 km sydost om Buenavista. I omgivningarna runt Buenavista växer huvudsakligen savannskog.